# Mala Fatra
Mala Fatra (slovački: Malá Fatra) je planinski lanac koji se prostire u sjeverozapadnoj Slovačkoj u Žilinskom kraju. To je dio cjeline  Fatranskog-Tatranskog područja, koji je dio  Unutarnjih Zapadnih Karpata. Nakon  Visokih Tatri, Niskih Tatri i  Oravske Beskydy je četvrta najviša planina s bogatom i relativno očuvanom prirodom. Značajan dio planine su zaštićeni rezervati Krivánska Fatra i Nacionalni park Mala Fatra. 

## Zemljopis
Smještena je otprilike između gradova Nitrianske Pravno, Strečno,  Martin i Zázrivá.  Turčianska kotlina i Oravská vrchovina smještene su južno od Male Fatre, dakle dijele Male i Velike Fatre. Žilinská kotlina i Kysucká vrchovina nalazi se na istoku.
Malá Fatra sastoji se od dvije odvojene cjeline odvojene rijekom Váh:
- Lúčanská Malá Fatra
- Krivánska Malá Fatra

Najviši vrh Malih Fatri je Velký Kriváň s 1709 metara nadmorske visine, a nalazi se u Krivánskim Malim Fatrama. 
Glavni vrhovi Lúčanske Male Fatre su: 
- Veľká Luka Stjenjačko  (1475 m),
- Kľak (1351 m)
- Minčol (1364).

Glavni vrhova Krivánske Male Fatre su: 
- Velký Rozsutec (1610 m),
- Malý Rozsutec (1343 m),
- Malý Kriváň (1671 m).

## Vanjske poveznice
- Informacije o Maloj Fatri  Arhivirana inačica izvorne stranice od 18. veljače 2009. (Wayback Machine)
- Fotografije Male Fatre
- Fotografije Vrátnej doline  Arhivirana inačica izvorne stranice od 3. listopada 2008. (Wayback Machine)
- Turističke stranice

### Ostali projekti
|  | Zajednički poslužitelj ima još gradiva o temi Mala Fatra |